# 三波春香
三波 春香（みなみ はるか、2000年2月22日 - ）は、日本の女性声優。沖縄県出身。81プロデュース所属。愛称は、はるちゃん、はーちゃん。

## 略歴
声優を目指したきっかけは中学時代に『ラブライブ!』に熱中してそこで職業としての声優を知ったからだという。ただし、明確に目指し始めた時期は思い出せなく、気がついたところあたり前のように「声優という仕事に私は就くんだ」と思っていた。
初めて興味を持った声優である芹澤優や雨宮天らのライブ映像に感銘を受け、演技だけでなく歌やダンスもできる声優を目指し始める。当時はアニメや漫画が好きだったため、職業としての声優を認識してから、よりその世界にのめり込んでいった。ただし、友人にアニメや声優が好きな人物がいなかったため、素直に「アニメが好き!将来声優になりたい!」と言いづらかった。中々周囲に進路相談ができないまま、思いだけがくすぶっていた。高校2年生の時、両親に初めて「声優のオーディション受けたい」という話をしていた。いきなりだったため、両親も「声優ってなに？」というところから始まりお互い不安からぶつかった。最後には応援してもらったため、2025年のインタビューによると、両親は1番の味方で心強い存在だという。初めて受けたオーディションである「第3回アニソン・ヴォーカルオーディション」にて、最終審査まで進む。当時はオーディションを受けられるようになっても声優への道は厳しく、どこの事務所にも合格できず、諦めきれず地道にオーディションを受けていた。時には両親に内緒で応募したりして、5年くらい続けていた。その後もオーディションを受け続け、大学3年生の冬に最後のチャレンジと思い応募した『SUN AUDITION』に合格。同オーディションの合格者8名により声優ユニット「IBERIs&」を結成し、活動を開始。オーディション合格に伴い、2022年8月20日付けで81プロデュースの所属となった。

## 人物
方言は沖縄弁。性格はマイペースな平和主義。好きなものはYouTubeとお菓子であり、Lazy Lie Crazyのファンである。所属事務所のプロフィール欄に趣味はドライブ、ヨガ、スキンケア、占いと記載しているが、飽き性であるため半月に一度は趣味が変わると語っている。

## 出演
太字はメインキャラクター。

### テレビアニメ
2023年
- Call Star -ボクは本当にダメな星?-（野次馬A、被害者1）
- テクノロイド オーバーマインド（観客）

2024年
- 菜なれ花なれ（生徒、鷹ノ咲高校チア部、御前嘴高校生徒）
- 僕の妻は感情がない（女の子）

2025年
- 前橋ウィッチーズ（三俣チョコ）

### ゲーム
- ファイナルファンタジー ブレイブエクスヴィアス（2023年、ソフィ[4]）
- De：Lithe Last Memories（2024年、鳴海ナギサ[4]）
- 雀エボライブ（2025年、鳴海ナギサ[15]）
- 声優動物園 ボイスフル！（2025年、ヒヨコ[16]）

### インターネット放送
- 月刊ガガガチャンネル（2024年4月17日 -、ニコニコ生放送・YouTube※）※5代目パーソナリティ（厚木那奈美と各回交代）[4]

### オーディオブック
- ロストマンの弾丸（2024年、姫村操[17]）
- ラブカは静かに弓を持つ（2024年、受付 他[4]）
- 育ちざかりの教え子がやけにエモい3（2024年、三沢ひかり[18]）
- 塩対応の佐藤さんが俺にだけ甘い5（2024年、樋端温海 他[19]）
- 氷結令嬢さまをフォローしたら、メチャメチャ溺愛されてしまった件（2025年、アリシア・オズリンド[20]）

## ディスコグラフィ

### キャラクターソング
| 発売日        | 商品名 | 歌                     | 楽曲 | 備考                                               |
| ------------- | --- | ---------------------- | --- | -------------------------------------------------- |
| 2024年9月28日 | TVアニメ『前橋ウィッチーズ』オープニングテーマ プレデビューSG「スゴすぎ前橋ウィッチーズ！」                                      | 前橋ウィッチーズ       | 「スゴすぎ前橋ウィッチーズ！」 | テレビアニメ『前橋ウィッチーズ』オープニングテーマ |
| 2024年9月28日 | TVアニメ『前橋ウィッチーズ』オープニングテーマ プレデビューSG「スゴすぎ前橋ウィッチーズ！」                                      | 前橋ウィッチーズ       | 「うちらの花屋は黙ってない！」 | テレビアニメ『前橋ウィッチーズ』関連曲             |
| 2024年12月1日 | TVアニメ『前橋ウィッチーズ』エンディングテーマ プレデビューSG2「それぞれのドア」                                                 | 前橋ウィッチーズ       | 「それぞれのドア」 | テレビアニメ『前橋ウィッチーズ』エンディングテーマ |
| 2024年12月1日 | TVアニメ『前橋ウィッチーズ』エンディングテーマ プレデビューSG2「それぞれのドア」                                                 | 前橋ウィッチーズ       | 「1,2,3, Magic！」 | テレビアニメ『前橋ウィッチーズ』関連曲             |
| 2025年5月28日 | TVアニメ『前橋ウィッチーズ』オープニングテーマ / エンディングテーマ「スゴすぎ前橋ウィッチーズ！ / それぞれのドア」オープニング盤 | 前橋ウィッチーズ       | 「絢爛SHOWTIME！！」 | テレビアニメ『前橋ウィッチーズ』関連曲             |
| 2025年5月28日 | TVアニメ『前橋ウィッチーズ』オープニングテーマ / エンディングテーマ「スゴすぎ前橋ウィッチーズ！ / それぞれのドア」エンディング盤 | 前橋ウィッチーズ       | 「MAKASETENE」 | テレビアニメ『前橋ウィッチーズ』関連曲             |
| 2025年6月28日 | それぞれのウィッチーズ - チョコ -                                                                                                | 三俣チョコ（三波春香） | 「スゴすぎ前橋ウィッチーズ！（チョコ Solo Ver.）」 「うちらの花屋は黙ってない（チョコ Solo Ver.）」 「1,2,3 Magic！（チョコ Solo Ver.）」 「それぞれのドア（チョコ Solo Ver.）」 | テレビアニメ『前橋ウィッチーズ』関連曲             |
| 2025年7月30日 | TVアニメ『前橋ウィッチーズ』1stアルバム「アゲラタム」                                                                            | 前橋ウィッチーズ       | 「夢よ、咲け！」 「シャボン・テンション！」 「You Are My World」 「無敵☆PAYAPAYA」 「Meteor Shower」                                                                             | テレビアニメ『前橋ウィッチーズ』挿入歌             |
| 2025年7月30日 | TVアニメ『前橋ウィッチーズ』1stアルバム「アゲラタム」                                                                            | 前橋ウィッチーズ       | 「ドリーミードリーミーフラワー」 「GAPPO ＆ GAPPO (feat.ケロッペ)」 「推せる想いをぶつけちゃお？☆」 「花たちはどんな夢を見る」                                                   | テレビアニメ『前橋ウィッチーズ』関連曲             |
| 2025年9月24日 | 前橋ウィッチーズ Blu-ray 5（特装限定版） 特典CD                                                                                  | 三俣チョコ（三波春香） | 「ハピハピになっちゃおっ！」 | テレビアニメ『前橋ウィッチーズ』関連曲             |

### ユニットメンバー
1. 1 2  赤城ユイナ（春日さくら）、新里アズ（咲川ひなの）、北原キョウカ（本村玲奈）、三俣チョコ（三波春香）、上泉マイ（百瀬帆南）